# Lidia Cierpiałkowska
Lidia Cierpiałkowska (ur. 1950) – polska psycholog, profesor nauk humanistycznych, nauczyciel akademicki Uniwersytetu im. Adama Mickiewicza w Poznaniu i SWPS Uniwersytetu Humanistycznospołecznego, specjalność naukowa: psychologia kliniczna.

## Życiorys
W 1974 ukończyła studia psychologiczne na Uniwersytecie im. Adama Mickiewicza. W 1984 na podstawie napisanej pod kierunkiem Bogusława Waligóry rozprawy pt. Elementy pojęcia własnego „ja” u leczonych alkoholików uzyskała na Uniwersytecie im. Adama Mickiewicza w Poznaniu stopień doktora nauk humanistycznych. W 1998 na Wydziale Nauk Społecznych UAM na podstawie dorobku naukowego oraz monografii pt. Alkoholizm. Małżeństwa w procesie zdrowienia. uzyskała stopień doktora habilitowanego nauk humanistycznych dyscyplina: psychologia specjalność: psychologia kliniczna. W 2009 prezydent RP nadał jej tytuł naukowy profesora nauk humanistycznych.
Została profesorem zwyczajnym Uniwersytetu im. Adama Mickiewicza w Poznaniu na Wydziale Psychologii i Kognitywistyki oraz profesorem zwyczajnym SWPS Uniwersytetu Humanistycznospołecznego z siedzibą w Warszawie na Wydziale Psychologii w Instytucie Podstaw Psychologii.